# Novak Roganović
Novak Roganović, cirill betűkkel Новак Рогановић (Zenta, 1932. január 14. – Újvidék, 2008. február 4.) olimpiai bajnok jugoszláv válogatott szerb labdarúgó, hátvéd.

## Pályafutása

### Klubcsapatban
Az FK Senta korosztályos csapatában kezdte a labdarúgást. 1954 és 1963 között a Vojvodina, 1963–64-ben az osztrák Austria Wien, 1964–65-ben a holland Enschedese Boys labdarúgója volt.

### A válogatottban
1960-ban hét alkalommal szerepelt a jugoszláv válogatottban. Tagja volt az 1960-as római olimpiai játékokon aranyérmet nyert csapatnak.

## Sikerei, díjai
Jugoszlávia
- Olimpiai játékok
  - aranyérmes: 1960, Róma

## Statisztika

### Mérkőzései a jugoszláv válogatottban
| Jugoszlávia | Jugoszlávia          | Jugoszlávia                     | Jugoszlávia | Jugoszlávia | Jugoszlávia | Jugoszlávia        | Jugoszlávia | Jugoszlávia |
| #           | Dátum                | Helyszín                        | Hazai       | Eredmény    | Vendég      | Kiírás             | Gólok       | Esemény     |
| ----------- | -------------------- | ------------------------------- | ----------- | ----------- | ----------- | ------------------ | ----------- | ----------- |
| 1.          | 1960. január 1.      | Casablanca, Honneur Stadion     | Marokkó     | 0 – 5       | Jugoszlávia | barátságos         | -           |             |
| 2.          | 1960. január 3.      | Tunisz, Stade Chedly Zouiten    | Tunézia     | 1 – 5       | Jugoszlávia | barátságos         | -           |             |
| 3.          | 1960. január 8.      | Kairó, Zamalek Stadion          | Egyiptom    | 0 – 1       | Jugoszlávia | barátságos         | -           |             |
| 4.          | 1960. augusztus 6.   | Belgrád, JNA-stadion            | Jugoszlávia | 7 – 0       | Tunézia     | barátságos         | -           | 46'         |
| 5.          | 1960. augusztus 26.  | Pescara, Stadio Adriatico (ITA) | Egyiptom    | 1 – 6       | Jugoszlávia | olimpiai A csoport | -           |             |
| 6.          | 1960. augusztus 29.  | Firenze, Stadio Comunale (ITA)  | Törökország | 0 – 4       | Jugoszlávia | olimpiai A csoport | -           |             |
| 7.          | 1960. szeptember 10. | Róma, Stadio Flaminio (ITA)     | Dánia       | 1 – 3       | Jugoszlávia | olimpiai döntő     | -           |             |
|             | Összesen             |                                 |             | 7           | mérkőzés    |                    | 0           | gól         |